# Nabinagar Upazila
Nabinagar Upazila är ett underdistrikt i Bangladesh.   Det ligger i provinsen Chittagong, i den centrala delen av landet, 60 km öster om huvudstaden Dhaka.
Trakten runt Nabinagar Upazila består till största delen av jordbruksmark. Runt Nabinagar Upazila är det mycket tätbefolkat, med 1 313 invånare per kvadratkilometer.